# Серов (административно-территориальная единица)
Город Серов — административно-территориальная единица Свердловской области со статусом, соответствующим категории города областного подчинения. Административный центр — город Серов.
В рамках организации местного самоуправления, административно-территориальной единице, город Серов соответствует Серовский городской округ, с 1 октября 2017 года их территории приведены в соответствие.

## География
Город Серов как административно-территориальная единица граничит:
- на севере с городом Ивделем;
- на востоке с Гаринским районом;
- на юго-востоке с Серовским районом;
- на юге и юго-западе с Новолялинским районом;
- на западе с городом Краснотурьинском;
- на северо-западе с городами Карпинском и Североуральском.

## История

### Горсовет
10 мая 1934 года Постановлением ВЦИК город Кабаковск был отнесён к категории городов областного подчинения. Отдельные населённые пункты и лесные кордоны пригородной зоны Кабаковского горсовета были переданы в состав Лялинского района.
28 мая 1934 года в тот же район были переданы из пригородной зоны Кабаковского горсовета постановлением Президиума облисполкома № 427 Лобвинский и Красноярский производственные участки с селениями Жарких и Питателево Коптяковского сельсовета и селение Лобва Угольного поссовета.
С 31 декабря 1935 года Постановлением ВЦИК Кабаковский район был присоединён к Кабаковску.
7 мая 1936 года постановлением Президиума облисполкома № 4292 селение Петропавловское Петропавловского сельсовета было отнесено к категории рабочих поселков, с присвоением наименования Красная Шапочка. Рабочему посёлку были подчинены населённые пункты Покровский Рудник, Баяновский Рудник, ст. Вагран, лесотракторная база «2-я Баяновка», Кольинский Кордон, Даньша, Мотовилихина, Усть-Калья, Усть-Конда, Танга.
22 июля 1937 года постановлением Президиума ЦИК СССР Кабаковску было возвращено прежнее название Надеждинск.
7 октября 1938 года Указом Президиума Верховного Совета РСФСР пос. Петропавловский сельской местности города Надеждинска был преобразован в рабочий посёлок и в его черту включён пос. Бокситы. Остальные населенные пункты Петропавловского сельсовета включены в состав вновь организованного Покровского сельсовета с центром в пос. Покровским.
16 ноября 1938 года Указом Президиума Верховного Совета РСФСР пос. Сосьва сельской местности Надеждинска был отнесен к категории рабочих посёлков, Сосьвинский сельсовет ликвидирован.
20 декабря 1938 года Постановлением Президиума облисполкома № 2529 Сосьвинский сельсовет был упразднён и его населённые пункты перечислены в сельсоветы Надеждинска:
- в Кошайский сельсовет — пос. Заречный, барак Калиновка, д. Киселёва, Кордон, д. Ларищева, д. Мишина, д. Савина, пос. Перерождение, пос. Тесьма, пос. Читово;

- в Романовский сельсовет — барак 21, пос. Зелёная Украина, ж.д. ст. Новая Заря, ж.д. ст. Нюрма, ж.д. разъезды Пасынок 1 и Пасынок 2.

07 июля 1939 года Указом Президиума Верховного Совета СССР город Надеждинск переименован в Серов, Надеждинский район — в Серовский.
11 июля 1939 года Указом Президиума Верховного Совета РСФСР пос. Артуровский и Заболотинский Дуранинского сельсовета Верхотурского района перечислены в состав пригородной зоны Cерова (Денисовский сельсовет).
16 сентября 1939 года Указом Президиума Верховного Совета РСФСР Самский сельсовет перечислен из пригородной зоны Серова в состав Ивдельского района. Подчинены в административно-хозяйственном отношении Совету рабочего посёлка Угольного селения и посёлки: Верх-Турьинский, лесоучасток Турья, Княсьпинского ЛПХ, Княсьпинский, 154 и 159 лесных кварталов и ж.д. казарма Полуденка. Включены в состав рп Рудничного поселки Белка и Золотой Разрез. Приисковые участки Боронское и Тулайку включены в Покровский сельсовет. 
Тогда же в пригородной зоне города Серова образованы новые сельсоветы:
- Галкинский сельсовет в составе — пос. Галки (центр сельсовета), д. Башеновки, Валенторского кордона, Валенторской плотины, Весёлого кордона, д. Галки, Исаковских кордонов, кордона Исток, д. Каквы, Каквинских печей, Нижне-Каквинского кордона, Симоновского пос., кордона Талица, пос. Тота, дома отдыха, посёлков лесных кварталов № 311, 340, 349, 350 и 9, 12, 16 км, выделяемых из административного подчинения Угольного поссовета;

- Замарайский сельсовет в составе — пос. Замарайка (центр сельсовета), хут. Блинова, Весёлого пос., пос. Весёлый Бор, д. Горевой, пос. Дмитриевской драги, Кенской драги, пос. Донка, д. Замарайки, ж.д.ст. Замарайки, пос. Замарайского совхоза, пос. Киселёва, пос. Крольчаткина, пос. Конного двора, пос. Подносово, д. Подгарничной, Пещерного барака, д. Полутовки, ж.д. разъезда № 3, пос. Таньша, Турьинского кордона, пос. Устея, пос. Холодный и посёлков 12 и 28 лесных кварталов, выделяемых из административного подчинения Рудничного поссовета;

- Первомайский сельсовет в составе — пос. Первомайский (центр сельсовета), бараков узкоколейной ж.д., посёлков 221, 222, 252, 267, 269 лесных кварталов, пос. Березовый Падун и посёлков Верхнесотринского, Елового Падуна, Комсомольского, Новосотринского, Первомайского и ж.д. станции Сотрино, выделяемых из Масловского сельсовета г. Серова;

- Большеивонинский сельсовет в составе — пос. Большое Ивонино (центр сельсовета), селений Еловки, Ликиной, Малой Ивониной, пос. Малоивонинского лесоучастка, Печеневой, Северного лесоучастка, Рябочки, Таньша, ж.д. ст. Таньша, Шалашинского пос. и ж.д. ст. Шалашинской и посёлков 87 лесного квартала, 10, 20, 32 и 37 км узкоколейной ж.д., выделяемых из Филькинского сельсовета г. Серова.

16 марта 1940 года Указом Президиума Верховного Совета РСФСР был образован (фактически восстановлен) Серовский район с центром в Серове в составе: рабочих посёлков Петропавловского, Рудничного, Сосьвинского, Турьинского и Угольного и сельсоветов Андриановского, Большеивонинского, Верх-Сосьвинского, Волчанского, Галкинского, Денисовского, Кошайского, Масловского, Первомайского, Покровского, Романовского, Филькинского и Хмелевского, выделенных из пригородной зоны Серова.
9 марта 1959 года Указом Президиума Верховного Совета РСФСР Серовский городской и районные советы объединены в один горсовет. Серовскому горсовету подчинены сельские и поселковые советы рабочих посёлков Марсяты и Сосьва Серовского района. Район как территориальная единица сохраняется.
1 февраля 1963 года Указом Президиума Верховного Совета РСФСР горсовет Серова подчинён Свердловскому областному (промышленному) совету депутатов трудящихся. Серовскому горсовету переданы в подчинение Марсятский и Сосьвинский поссоветы и Андриановский, Красноярский, Первомайский и Филькинский сельсоветы.
11 октября 1972 года решением облисполкома № 778 исключены из учётных данных как прекратившие существование пос. Восьмой и дер. Межевая и Стеничи Филькинского сельсовета.
1 апреля 1977 года решением облисполкома № 238-б объединены фактически слившиеся населённые пункты Филькинского сельсовета с. Филькино и пос. Гарники — в с. Филькино.

### Муниципальное образование
17 декабря 1995 года по итогам местного референдума было создано муниципальное образование город Серов, на тот момент территориально полностью совпадавшее с административно-территориальной единицей. Сельские населённые пункты, составлявшие Филькинский сельсовет как административно-территориальную единицу, образовали внутригородское муниципальное образование Филькинский сельский совет. 10 ноября 1996 года муниципальные образования были включены в областной реестр.
С 31 декабря 2004 года муниципальное образование город Серов было наделено статусом городского округа.
С 1 января 2006 года муниципальное образование «город Серов» переименовано в Серовский городской округ.
12 июля 2007 года к Серовскому городскому округу из состава Сосьвинского городского округа (образованного изначально на территории Серовского района) были присоединены несколько сельских населённых пунктов. С 1 октября 2017 года указанные населённые пункты были исключены из состава Серовского района и переданы в город Серов, тем самым были приведены в соответствие территории административно-территориальных единиц и муниципальных образований.

## Населённые пункты, административно-территориальное устройство
Город Серов как административно-территориальная единицы включает 37 населённых пунктов: сам город и остальные сельские.
До 1 октября 2017 года в состав Серова входили сам город и 4 сельских населённых пункта, составлявшие Филькинский сельсовет.

### Административно-территориальное устройство до 1.10.2017
| № | ТЕ / АТЕ              | Состав                                                    |
| - | --------------------- | --------------------------------------------------------- |
| 1 | город Серов           | Серов                                                     |
| 2 | Филькинский сельсовет | село Филькино, посёлки Нижняя Пристань, Урай, Черноярский |

### Населённые пункты
| №        | Населённый пункт      | Тип               | Население |
| -------- | --------------------- | ----------------- | --------- |
| 1        | Нижняя Пристань       | посёлок           | →0        |
| 2        | Серов                 | город, адм. центр | ↘93 192   |
| 3        | Урай                  | посёлок           | ↘20       |
| 4        | Филькино              | село              | ↘1818     |
| 5        | Черноярский           | посёлок           | ↘119      |
| 5.000001 | с 1 октября 2017 года |                   |           |
| 6        | Андриановичи          | село              | ↘551      |
| 7        | Боровой               | посёлок           | ↘44       |
| 8        | Вагранская            | посёлок           | ↗74       |
| 9        | Еловка                | деревня           | ↗47       |
| 10       | Еловка Новая          | посёлок           | ↗53       |
| 11       | Еловый Падун          | деревня           | ↘75       |
| 12       | Ключевой              | посёлок           | ↘181      |
| 13       | Кордон                | посёлок           | ↘16       |
| 14       | Красноглинный         | посёлок           | ↘1372     |
| 15       | Красноярка            | посёлок           | ↘1608     |
| 16       | Красный Яр            | посёлок           | ↘170      |
| 17       | Ларьковка             | посёлок           | ↘1395     |
| 18       | Лесоразработки        | посёлок           | ↘9        |
| 19       | Магина                | деревня           | ↘26       |
| 20       | Марсяты               | посёлок           | ↘497      |
| 21       | Масловка              | деревня           | →0        |
| 22       | Межевая               | посёлок           | ↘0        |
| 23       | Мирный                | посёлок           | ↘26       |
| 24       | Морозково             | деревня           | ↘168      |
| 25       | Морозково             | хутор             | ↗10       |
| 26       | Морозково             | посёлок           | ↘0        |
| 27       | Новое Сотрино         | посёлок           | ↘40       |
| 28       | Первомайский          | посёлок           | ↘303      |
| 29       | Петрова               | деревня           | ↘26       |
| 30       | Подгарничный          | посёлок           | ↘11       |
| 31       | Поперечный            | посёлок           | ↘0        |
| 32       | Поспелкова            | деревня           | ↗237      |
| 33       | Поспелково            | поселок           | ↘11       |
| 34       | Семёнова              | деревня           | ↘162      |
| 35       | Сотрино               | посёлок           | ↘80       |
| 36       | Старое Морозково      | посёлок           | ↘0        |
| 37       | Танковичи             | посёлок           | →0        |

12 октября 2004 года был упразднён посёлок Источник, располагавшийся в административных границах города Серова, но относившийся к Еловскому сельсовету Серовского района, согласно справочникам административно-территориального устройства и ОКАТО.